# Stein Erik Hagen
Stein Erik Hagen, född 22 juli 1956 i Oslo, är en norsk entreprenör och finansman. Stein Erik Hagen är främst känd för etableringen av livsmedelsbutikskedjor som Rimi och har ibland kommit att omnämnas som "Rimi-Hagen".

## Biografi
Stein Erik Hagen växte upp i Oslo som son till köpmannen Odd Hagen och hustrun Bergljot Hagen. Fadern hade sedan 1950-talet etablerat en mindre grupp livsmedelsbutiker i Bohuslän och Oslo-regionen, där sonen från 19 års ålder började arbeta 1976 som chef för en av butikerna efter examen från Wang Handelsgymnasium och ett år på handelsutbildningen på Köpmannainstitutet i Oslo. 
Vid en studieresa i Västtyskland upptäckte far och son de nya lågpriskedjorna som börjat växa fram där och bestämde sig för att skapa en norsk motsvarighet och 1977 startade de sin första butik i den stora blivande Rimi-kedjan, som med åren under olika namn expanderat till motsvarande långt över 1000 butiker i Norge och utomlands.  
Hagen dominerade under 1990-talet handeln med livsmedel i Norge genom Hakon-gruppen, som förutom Rimi-butikerna även omfattade grossistverksamhet. 1998 förvärvades Hakon-gruppen av svenska Ica. Redan innan hade de gått in som delägare och det var då Hagens företag bytt namn från Hagen-gruppen till Hakon-gruppen efter Ica:s grundare Hakon Swenson, som dock aldrig haft något med Norge att göra. Året därpå köpte nederländska Royal Ahold 50 procent av Ica varpå ett nytt bolag, Ica Ahold AB, bildades med Stein Erik Hagen som storägare. 2003 bytte bolaget namn till Ica AB. 2004 sålde Hagen sina aktier i Ica AB till de två andra ägarna och har idag ingen koppling till Ica eller sin gamla Rimikedja som idag är Ica Norge.

### Canica
År 1985 grundade han sitt familjeföretag Canica AS (efter initialerna i hans första tre barns namn: Caroline–Nina–Carl), som förutom att driva de egna livsmedelskedjorna också är ett av Norges största privatägda investmentbolag. De är investerare och aktiv delägare i andra företag som livsmedelsproducenten Orkla, med Stein Erik Hagen som styrelseordförande, köpcenterkedjan Steen & Ström och Statoils bensinmackskedja. De heläger bland annat näthandelsbolaget Komplett och butikskedjegruppen Järnia. Hagen har innehaft en rad styrelseposter i olika företag och verksamheter. 
Canica Foundation delar ut omfattande bidrag till bland annat forskning, utbildning och välgörenhet. För sina insatser till stöd för norskt kulturliv tilldelades Hagen 2002 den norska utmärkelsen Polarstjerneordenen. Canica förvaltar även familjen Hagens omfattande konstsamling med särskild inriktning på norsk konst från första halvan av 1900-talet. 
2009 började Canica och delar av familjen att flytta boende och verksamheter till Schweiz i protest mot den höga norska beskattningen. Han själv bor dock kvar i Norge. 2011 drabbades Hagen av prostatacancer för vilken han fått behandling i USA. Han finansierar även forskning inom området.
Hösten 2014 drog han sig tillbaka från i princip alla affärsverksamheter och överlämnade ansvaret till sina döttrar, Caroline Hagen Kjos, arbetande styrelseordförande i Canica, och Nina Camilla Hagen Sørli, styrelseordförande i Järnia-gruppen med mera.

## Privatliv
Hagen har tre barn sedan tidigare äktenskapet 1979 med Nina Paulsen och ett barn från en följande relation. 2004 gifte han om sig med Mille-Marie Treschow, som genom arv ofta omtalas som Norges rikaste kvinna. Efter att ha levt separerade några år tog paret 2012 ut skilsmässa. I SVT:s Skavlan hösten 2015 framkom att Hagen är bisexuell och stöder homosexuellas rättigheter till bland annat vigselrätt i norska kyrkor.
Hagen är ägare till segelfartyget S/Y Canica, som är 43,0 m lång och byggd av Baltic Yachts i Finland. Skeppet syns ibland sommartid i gästhamnar på västkusten.

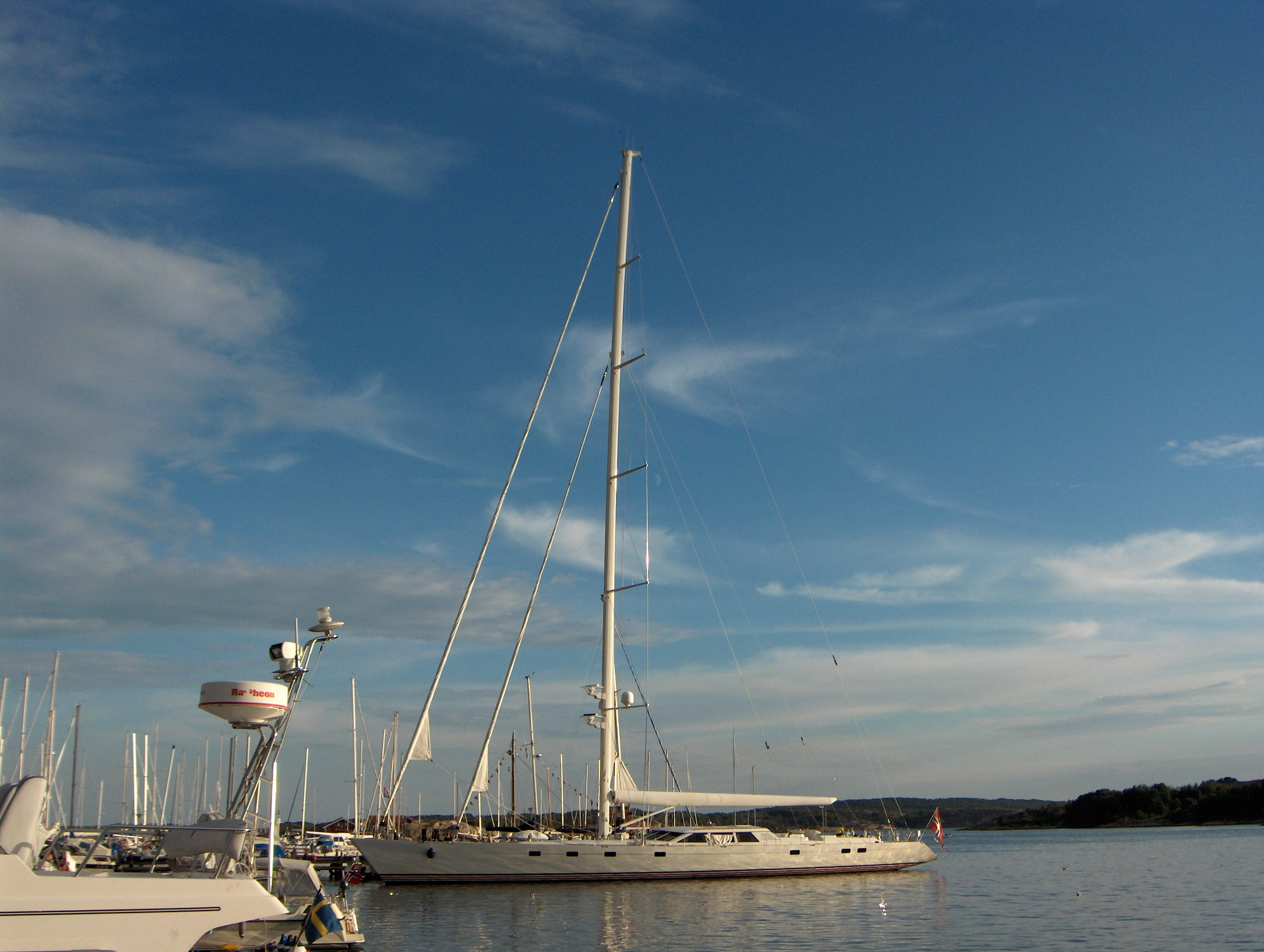
SY Canica i Grebbestad augusti 2006